# Картеш (судно)
«Картеш» — научно-исследовательское судно (НИС), приспособленное для арктических научных исследований. В настоящий момент (2016 г) — первое частное научно-исследовательское судно.

## История
Судно «Картеш» изначально построено как рыболовный сейнер на Астраханской верфи в 1973 году по проекту 388М, но в том же году, с помощью полярника Ивана Папанина, передано ленинградскому Зоологическому институту (ЗИН РАН) для проведения научных исследований в Белом и Баренцевом морях.
В 1986 году судно перешло во владение биологической станции Академии наук СССР. В связи с финансовыми проблемами в начале 1990-х годов биостанция «Мыс Картеш» прекратила проведение научных исследований на корабле. «Свидетельство об исключении судна из Государственного судового реестра в связи с непригодностью судна к дальнейшей эксплуатации и ремонту» датируется 30-м июня 1995 года. Судно было списано и поставлено на прикол для дальнейшей разделки на металлолом.
В 1999 году списанное судно выкупил Подводный клуб МГУ на средства дайверов — сотрудников МГУ им. Ломоносова и других энтузиастов подводного плавания для дайвинг-сафари на Русском Севере и подводных экспедиций по всему миру.
В период с 2009 по 2014 год судно стояло у причала в Мурманске на простое.
В 2014 году судно «Картеш» перешло новому владельцу. Был проведен большой капитальный ремонт и адаптация судна под научно-исследовательские задачи. Судно приспособлено для выполнения инженерно-геофизических, инженерно-геологических, инженерно-экологических изысканий, экологического мониторинга, подводно-осмотровых работ с помощью ТНПА и легководолазных методов, прибрежных береговых работ широкого профиля.

## Научная работа
- Проведение комплексных научных исследований арктической зоны в тесном сотрудничестве с Центром морских исследований МГУ и другими специализированными организациями научного профиля.
- Оценка уязвимости арктических побережий к антропогенному воздействию.
- Определение природных условий, влияющих на эффективность ликвидации потенциальных разливов нефти в прибрежной зоне Западной Арктики.
- Мониторинг состояния морских и прибрежных экосистем и ландшафтов арктических морей.
- Изучение биоразнообразия Западной Арктики.
- Исследования нефтеокисляющей активности морских микроорганизмов.
- Историко-географический анализ поморских лоций.
- Тестирование новых методов дистанционного исследования акваторий.
- Проведение комплексных научных исследований морских млекопитающих (атлантические морж и другие) в арктической зоне.

## Технические характеристики
Класс РМРС: КМ*L4 R1, действителен до 21.10.2019. Постройка: Астрахань, 1973, проект 388М; модернизация: 1988, 2008, 2014, 2015. Размерения: валовая вместимость 189 т, высота борта 3,68 м.
Надстройка и жилые помещения:
- 6 двухместных кают с санузлами для командированных; 2 двухместные, 2 четырёхместные и 1 одноместная каюты для экипажа, санкаюта, лаборатория, малая кают-компания, большая кают-компания, душевая, сушилка, камбуз, провизионные и технические кладовые, сетной трюм. Лабораторные помещения: сухая лаборатория — 18 м2, мокрая лаборатория — 10 м2.

Силовая установка:
- Генераторы 2х60 КВт + 1х30 КВт; судовая сеть 220/380В/50Гц.

Вместимость танков:
- Топливо — 22 м3, масло — 2 м3, пресная вода — 12 м3, опреснитель 4 м3 в сутки, сточные воды — 6 м3, льяльные воды — 3 м3, отработанное масло — 1 м3.

Радионавигационное оборудование:
- ГМССБ: А1+А2+А3
- SRG-1150D — ПВ/КВ-радиоустановка ГМССБ,
- STR-580D — УКВ-радиоустановка ГМССБ,
- SAILOR 6222 — УКВ-радиоустановка ГМССБ,
- IC-GM1500E /2к./ — УКВ носимая радиостанция ГМССБ,
- SEP-406 /2к./ — аварийный радиобуй,
- ДЮЙМ-С — радиолокационный ответчик,
- SART II — радиолокационный ответчик,
- KODEN MD-3731M — радиолокационная станция,
- JMA-3336 — радиолокационная станция,
- Транзас T105 — АИС,
- SAILOR 6110 /2к./ — ГМССБ спутниковая станция Инмарсат-С,
- ARGOS MAR-GE — спутниковый радиомаяк системы АРГОС.,
- Спутниковый компас JRC JLR-21,
- Магнитный компас,
- Echopilot 3D Forward looking sonar — эхолот трехмерный,
- GPS-ГЛОНАСС,
- СКДВП,
- Спутниковый телефон Iridium,
- Спутниковая станция VSAT (Интернет, телефония),
- MaxiMet GMX500 — метеостанция,
- Электронная картография с возможностью наблюдения за точным положением судна из лаборатории,
- Ледовый прожектор с дистанционным управлением.

Спасательные средства:
- В полном соответствии с требованиями РМРС. Спасательные плоты 3х10 чел. по левому борту + 3х10 чел. по правому борту, спасательные жилеты — 27 шт, гидротермокостюмы — 27 шт, страховочные жилеты — 8 шт.

Палубное снаряжение:
- Стрелы носовые грузоподъемностью 2000 кг — 2 шт, стрела кормовая 300 кг — 1 шт. Лодки моторные: «Зодиак», гипалон-неопрен, 5.3 м, 6-8 чел, 50 л. с. — 1 шт; «Посейдон», ПВХ, 5.2 м, 6-8 чел, 50 л. с. — 2 шт.

Оборудование обеспечения научных работ:
1. А-рама гидравлическая, с гидростанцией.
2. Лебедка кормовая ТЛ-14, 300 кг, трос 80 м. Вылет 1,5 м для использования оборудования.
3. Штанга для приборов 6 м.
4. Штанга выносная на петлях для легких приборов — 1 комплект.
5. Лебедка носовая, 900 кг, трос 500 м. Работает в паре с гидравлической рамой.

Дополнительное научное оборудование:
- Комплект океанографического оборудования для измерения скоростей течений, параметров волнения, температуры, электропроводности и давления воды;
- Комплект оборудования для отбора гидробиологических проб, а также проб воды и донных отложений;
- Комплект телеуправляемых необитаемых подводных аппаратов (ТНПА) для выполнения подводных осмотровых работ;
- Комплект легководолазного снаряжения;
- Комплект оборудования отбора и анализа проб атмосферного воздуха;
- Комплект лабораторного оборудования для выполнения наборных гидробиологических и гидрохимических исследований.